# Paraclius furcatus
Paraclius furcatus är en tvåvingeart som beskrevs av Yang och Saigusa 2001. Paraclius furcatus ingår i släktet Paraclius och familjen styltflugor.
Artens utbredningsområde är Guizhou (Kina). Inga underarter finns listade i Catalogue of Life.